# Le Rêve immolé
Pour les articles homonymes, voir The Shopworn Angel.
Pour plus de détails, voir Fiche technique et Distribution.
Le Rêve immolé (titre original : The Shopworn Angel) est un film sonore film américain réalisé par Richard Wallace, sorti en 1928. C'est un remake du film muet Pettigrew's Girl (1919).
Le film fera l'objet de deux remakes : L'Ange impur (1938) et Une espèce de garce (1959).

## Synopsis
Une histoire d'amour entre un soldat américain et une chanteuse de Broadway au début de l'entrée en guerre des États-Unis en 1917.

## Fiche technique
- Titre original : The Shopworn Angel
- Titre français : Le Rêve immolé
- Réalisation : Richard Wallace, assisté de Henry Hathaway
- Scénario : Howard Estabrook, Albert S. Le Vino et Tom Miranda, d'après la nouvelle Private Pettigrew's Girl de Dana Burnet (1918)
- Photographie : Charles Lang
- Montage : Robert Gessler et W. Donn Hayes
- Musique originale : Max Bergunker, Andrea Setaro
- Producteur(s) : Louis D. Lighton et Hector Turnbull ;  Jesse L. Lasky et Adolph Zukor (production déléguée)
- Société de production : Paramount Pictures
- Société de distribution : Paramount Pictures
- Pays de production :  États-Unis
- Langue : anglais américain
- Format : noir et blanc — 35 mm — 1,37:1 — son : mono (film sonore)
- Genre : Romance, guerre, mélodrame
- Durée : 85 minutes
- Dates de sortie : 
  - États-Unis : 29 décembre 1928
  - France : 9 mai 1930

## Distribution
- Nancy Carroll : Daisy Heath
- Gary Cooper : William Tyler
- Paul Lukas : Bailey
- Roscoe Karns : le directeur de danse
- Emmett King : l'aumônier
- Mildred Washington : la bonne de Daisy
- Bert Woodruff : Bit Part (non crédité)